# 陶智 (1932年)
陶智（1932年4月—2023年1月17日），河北滦南人，中国人民解放军正军职退休干部、新疆军区原副司令员。

## 生平
陶智1948年1月参加革命工作并入伍，1952年10月加入中国共产党。历任宣传员、文化教员、见习参谋、参谋、副处长、处长，新疆军区副参谋长等职。
2023年1月17日，陶智因病于北京逝世，享年90岁。讣告刊登在5月13日的《解放军报》。